# Numeri (Bibbia)
Il Libro dei Numeri (in ebraico במדבר bemidbàr, "nel deserto", dall'incipit; greco Αριθμοί, arithmòi, "numeri", in quanto inizia con la descrizione di un censimento; latino Numeri) o Quarto Libro di Mosè è il quarto libro della Torah ebraica e della Bibbia cristiana.
È scritto in ebraico e, fino al XIX secolo Mosè fu ritenuto il suo autore, come del resto del Pentateuco. Con l'emergere dell'ipotesi documentale fra gli studiosi, l'origine è stata collocata al VI-V secolo a.C. in Giudea, negando la paternità mosaica e collegandolo a precedenti tradizioni orali e scritte. 
È composto da 36 capitoli descriventi la storia degli Ebrei durante il loro soggiorno nel deserto del Sinai (circa 1200 a.C.).

## Introduzione
Nel libro sono descritti i viaggi, i problemi, le norme, le battaglie con altre popolazioni e i conflitti interni del popolo eletto. La narrazione delle difficoltà incontrate simboleggia le situazioni difficili presenti nella vita umana. Viene anche tracciata la strada per superarle, ovvero quella indicata da Dio.
Tra i vari avvenimenti descritti durante il loro viaggio, i più importanti sono: la partenza dal Sinai; l'invio di spie ad esplorare Canaan, la Terra promessa; la ribellione del popolo che si rifiutava di entrare in quella terra; il giudizio di Dio, che condannò il popolo a 40 anni di peregrinazioni; l'insuccesso di Mosè; le vittorie finali al termine del periodo nomade.

## Formazione
Secondo la tradizione ebraica e molte confessioni religiose cristiane più legate alla lettera del testo biblico, il Libro dei Numeri sarebbe stato scritto da Mosè in persona.
La maggioranza degli esegeti moderni ritiene che tutto il Pentateuco sia in realtà una raccolta, formatasi in epoca post-esilica, di vari scritti di epoche diverse.
Secondo questa teoria, nota come ipotesi documentaria, la composizione letteraria del libro sarebbe avvenuta nel corso dei secoli fino alla redazione del documento sacerdotale, che avrebbe inglobato versioni precedenti elaborate dalla tradizione Jahwista ed Elohista.

## Struttura
Il libro può essere diviso in tre parti:
1. Censimento della popolazione nel deserto del Sinai e preparativi per la marcia 1,1-10,10[1].
2. Racconto del viaggio sino alle steppe del Moab 10,11-21,35[2]
3. Avvenimenti nella piana del Moab prima del passaggio del Giordano 22-36[3]

Il periodo temporale compreso nella narrazione si sviluppa dal secondo mese del secondo anno dopo l'Esodo fino all'undicesimo mese del quarantesimo anno, per un totale di circa trentanove anni.

## Contenuto teologico
Le principali implicanze teologiche contenute nel Libro dei Numeri sono riscontrabili maggiormente nella seconda parte, e in special modo nei capitoli 14, con la ribellione del popolo, 16, nel quale è raccontato l'episodio di Core, e 25, con il peccato dell'idolatria.
Nel primo caso si assiste al castigo divino riservato a coloro che, pur avendo assistito ai miracoli nella terra d'Egitto e alla teofania nel deserto, persero la fede e per questo non entrarono nella Terra promessa. Negli altri esempi, vengono puniti coloro i quali si ribellarono alla legge divina e infransero l'alleanza con Dio.
Il messaggio religioso che si ricava dagli episodi, pregni di significati paradigmatici, è che solamente la spontanea e completa sottomissione alla volontà divina, anche e soprattutto nei momenti difficili, può condurre alla salvezza e alla santità.

## Sommario
Dio ordina a Mosè, nel deserto del Sinai, di contare quelli in grado di portare armi, di tutti gli uomini "dai vent'anni in su", e di nominare principi su ogni tribù. Un totale di 603.550 israeliti risulta idoneo al servizio militare. La tribù di Levi è esentata dal servizio militare e quindi non censita. Mosè consacra i Leviti al servizio del Tabernacolo al posto dei primogeniti, che fino ad allora avevano svolto quel servizio. I Leviti sono divisi in tre famiglie, i Ghersoniti, i Cheatiti e i Merariti, ciascuna sotto un capo. I Keatiti erano guidati da Eleazar , figlio di Aaronne, mentre i Ghersoniti e i Merariti erano guidati dall'altro figlio di Aaronne, Itamar. Vengono quindi fatti i preparativi per riprendere la marcia verso la Terra Promessa . Vengono decretate varie ordinanze e leggi.
Gli israeliti partirono dal Sinai. Il popolo mormora contro Dio e viene punito con il fuoco; Mosè si lamenta della loro caparbietà e gli viene ordinato di scegliere settanta anziani che lo assistano nel governo del popolo. Miriam e Aaron insultano Mosè ad Hazeroth, cosa che fa arrabbiare Dio; Miriam viene punita con la lebbra e viene rinchiusa dall'accampamento per sette giorni, al termine dei quali gli israeliti si recano nel deserto di Paran, al confine di Canaan. Dodici spie vengono inviate in Canaan e tornano a riferire a Mosè. Giosuè e Caleb, due delle spie, riferiscono che la terra è abbondante e "scorre latte e miele", ma le altre spie dicono che è abitata da giganti, e gli israeliti si rifiutano di entrare nella terra. Yahweh decreta che gli israeliti saranno puniti per la loro perdita di fede dovendo vagare nel deserto per 40 anni.
Dio ordina a Mosè di fare dei piatti per coprire l'altare. I figli d'Israele mormorano contro Mosè e Aaronne a causa della distruzione degli uomini di Kore e vengono colpiti dalla peste, con 14.700 morti. Aaron e la sua famiglia sono dichiarati da Dio responsabili di qualsiasi iniquità commessa in relazione al santuario. I leviti sono nuovamente nominati per aiutare nella custodia del Tabernacolo. Ai leviti viene ordinato di consegnare ai sacerdoti una parte delle decime loro corrisposte.
Miriam muore a Kades Barnea e gli israeliti partono per Moab, al confine orientale di Canaan. Gli israeliti incolpano Mosè per la mancanza d'acqua. A Mosè viene ordinato da Dio di parlare a una roccia, ma inizialmente disobbedisce e viene punito con l'annuncio che non entrerà in Canaan. Il re di Edom rifiuta il permesso di passare attraverso il suo paese e lo aggirano. Aaron muore sul monte Hor. Gli israeliti vengono morsi da serpenti volanti infuocati per aver parlato contro Dio e Mosè. Un serpente di bronzo è fatto per allontanare questi serpenti.
Gli israeliti arrivano nelle pianure di Moab, attraverso il fiume Giordano da Gerico. Qui, gli israeliti si trovano in conflitto con gli Amorrei e Og, re di Basan, che sconfiggono entrambi. Balak, re di Moab, decide di combattere anche gli israeliti e convoca un indovino locale di nome Balaam per maledire gli israeliti. Tuttavia, Dio dice a Balaam di non maledirli, e quando Balaam tenta di recarsi a Balak con i funzionari moabiti, Dio manda un angelo per fermare il suo asino. Rendendosi conto che non può maledire gli israeliti, Balaam li benedice invece e prevede una figura che identifica come "la stella di Giacobbe" che sconfiggerà i nemici di Israele. Questo fa arrabbiare Balak, ma Balaam informa Balak che non può dire nulla se non quello che Dio gli dice di dire.
Più a lungo gli israeliti rimangono nelle pianure di Shittim, più si sposano con i moabiti locali e più partecipano alla religione locale, adorando una divinità nota come Baal-Peor. Dio manda una piaga per rappresaglia e Mosè dice ai giudici di uccidere chiunque partecipi a questa pratica. Quando uno dei nipoti di Aaronne, Fineas, scopre che un principe simeonita di nome Zimri ha sposato una donna madianita di nome Cozbi, entra nella loro tenda e trafigge loro una lancia. Dio lo ricompensa dando ai suoi discendenti un sacerdozio eterno. Dio dice anche agli israeliti di considerare i madianiti come loro nemici.
Un nuovo censimento fornisce il numero totale dei maschi dai vent'anni in su come 601.730 e il numero dei leviti dall'età di un mese in su come 23.000. Il terreno sarà diviso a sorte. Le figlie di Zelofehad, che non avevano figli, prenderanno parte all'assegnazione. A Mosè viene ordinato di nominare Giosuè come suo successore. Si enumerano le prescrizioni per l'osservanza delle feste e le offerte per le diverse occasioni. Mosè ordina agli israeliti di massacrare il popolo di Madian, come rappresaglia per l'incidente di Baal-Peor. I Rubeniti e i Gaditi chiedono a Mosè di assegnare loro il paese a est del Giordano. Mosè accoglie la loro richiesta dopo che hanno promesso di aiutare nella conquista della terra a ovest del Giordano. La terra a est del Giordano è diviso tra le tribù di Ruben, Gad e la mezza tribù di Manasse. Mosè ricorda le stazioni in cui gli israeliti si fermarono durante i loro quarant'anni di peregrinazioni e ordina agli israeliti di sterminare i cananei e distruggere i loro idoli. I confini della terra sono esplicitati; il paese sarà diviso sotto la sorveglianza di Eleazaro, Giosuè e dodici principi, uno per tribù.